# Andrija Delibašić
Andrija Delibašić (ur. 24 kwietnia 1981 w Nikšiciu, zm. 19 marca 2025 w Podgoricy) – czarnogórski piłkarz, grający na pozycji napastnika.

## Kariera
Był wychowankiem Sutjeski Nikšić, profesjonalną karierę rozpoczął jednak w słynnym Partizanie Belgrad, gdzie grał od 1998 do 2003 roku. W styczniu 2004 został sprzedany za 1.8 miliona euro do RCD Mallorca, gdzie w pierwszym sezonie pobytu strzelił 7 bramek w 29 meczach.
W 2005 zaczął kolejną przygodę z klubem z Półwyspu Iberyjskiego, była jednak ona całkowicie nieudana, gdyż w Benfice udało mu się zagrać tylko kilka minut przez całą połowę sezonu. Uznał, że w klubie jest nieprzydatny, dlatego też jeszcze przed startem nowego sezonu w SuperLiga postanowił przenieść się do Sportingu Braga. Stamtąd powrócił do RCD Mallorca i niemal momentalnie został wypożyczony do AEK Ateny, trenowanego przez Lorenzo Serrę Ferrera. Od stycznia jest zaś piłkarzem SC Beira-Mar, gdzie po raz kolejny przebywa na wypożyczeniu, tym razem z opcją transferu definitywnego za 3 miliony euro. W swoim nowym zespole zadebiutował 4 lutego, przeciwko Uniao Leiria.
Latem 2007 Delibašić wrócił do RCD Mallorca i strzelił 6 bramek w 2 meczach. Jednakże władze klubu uznały, że to nie było wystarczające, by pozostać z zespołem. Wypożyczyli go znów – tym razem do Real Sociedad w hiszpańskiej Segunda División. W 2008 roku został sprzedany do Hércules CF, a w 2010 trafił do Rayo Vallecano, w barwach którego od sezonu 2011/2012 występował w Primera División. W lutym 2014 trafił do tajskiego Ratchaburi F.C. Przed końcem kariery grał w klubach Ratchaburi FC i Sutjeska Nikšić.
Zmarł 19 marca 2025 po ciężkiej chorobie.